# ФК Девня 2009
Вижте пояснителната страница за други значения на Девня.
ФК Девня е български футболен клуб основан през 1948 г. с името „Завод Карл Маркс“.
Тимът е преименуван през 1961 г. на „Здравко Бомбов“, име, което носи до 1971 г., когато сменя името си на ФК Девня. Между 1981 и 1990 г. отбора е наречен Полихим (Девня). В периода 1991-1996 приема името Химик, а след това ОФК Девня. През 2005 отново се преименува, този път на Девня 2005, като това е името на отбора понастоящем. Основните цветове на клуба са синьо и зелено. Отборът играе мачовете си на стадион Девня с капацитет 6400 души.

## Успехи
- 1959-60 – 1\16 финал за Купата на Съветската армия (загуба с 0:4 от Ботев (Пл))
- 1961-1962 Първо участие в Северната Б група
- 1979 Второ участие в Северната Б група
- 1996-1997 1\16 финал за Купата на България (загуба с 3:4 от Локомотив (Сф))
- 2001-2002 13 място в Б група.